# Яблуновка (Башкортостан)
Яблуновка (баш. Яблуновка) — деревня в Стерлитамакском районе Республики Башкортостан Российской Федерации. Входит в состав Максимовского сельсовета.
С 2005 современный статус, с 2007 — современное название.

## География

### Географическое положение
Расстояние до:
- районного центра (Стерлитамак): 66 км,
- центра сельсовета (Максимовка): 10 км,
- ближайшей ж/д станции (Стерлитамак): 66 км.

## История
Статус деревня поселение приобрело согласно Закону Республики Башкортостан от 20 июля 2005 года N 211-з «О внесении изменений в административно-территориальное устройство Республики Башкортостан в связи с образованием, объединением, упразднением и изменением статуса населенных пунктов, переносом административных центров», ст.1

8. Отнести следующие поселения к категории сельских населенных пунктов, установив тип поселения — деревня:
5) в Стерлитамакском районе:
поселение база Яблуновская Максимовского сельсовета

До 10 сентября 2007 года называлась деревней Базой Яблуновской.

## Население
| 2002 | 2009 | 2010 |
| ---- | ---- | ---- |
| 65   | ↘25  | ↘6   |